# Vliv koronavirové krize na letecký průmysl v roce 2020
Vliv koronaviru na letecký průmysl je dobře patrný při pohledu na informačních tabulích na všech letištích světa.
Koronavirová krize zasáhla či ovlivnila asi všechny obchodní aktivity na světě. Tento vir pronikl do celého světa, zejména díky letecké dopravě, kterou tvrdě zasáhla první vlna již na jaře, kdy téměř celý svět zásadně omezil, či zakázal svobodné cestování, což zasáhlo zejména leteckou dopravu, která stojí na svobodném cestování v mezinárodním prostoru. Celosvětový a regionální vliv pandemie na letecký průmysl je v řádech vyšších desítek miliard amerických dolarů a ohrozí desítky tisíc pracovních míst ve všech segmentech leteckého průmyslu.

## Celosvětový vliv pandemie
Koronavirová krize zasáhla letecký průmysl jako jeden z prvních. Na číslech z Pražského letiště Václava Havla můžeme vidět, že první měsíc roku 2020 byl ve znamení růstu přepravených cestujících a to v porovnání s rokem 2019, který byl rekordní v počtu cestujících (17,8 milionu cestujících), ale mezi únorem a březnem klesl objem cestujících na příletu a odletu o více než polovinu menší a ve čtvrtém měsíci dubnu klesl na nejhlubší dno roku 2020, tedy 5007 cestujících.
Celosvětový vliv pandemie na letecký průmysl byl zřetelný zejména ze začátku pandemie, kdy značná část zemí zavedla cestovní restrikce (zákaz vycestování, povinné testy, atd.). Tímto krokem se okamžitě zastavil provoz leteckých společností pro osobní dopravu. Mezinárodní asociace letecké přepravy (IATA) uvádí celosvětový dopad pandemie propad příjmů leteckých společností o 20%, až 84 miliard USD pro rok 2020, pro rok 2021 je předpokládaný propad o 15 miliard USD. Podle vyjádření IATA situace není horší díky přepravě nákladu, tzn. Cargo, letecké společnosti se maximálně snažili využít kapacity i převedením z osobního letadla na cargo.
Podle vyjádření Air Transport Action group může být vlivem koronavirové krize minimálně dočasně ztracena až polovina pracovních míst v leteckém průmyslu. V absolutních číslech se jedná až o 44 miliónů pracovních míst celosvětově. Tato dočasná ztráta může trvat podle IATA až do roku 2024. Podle prezidenta IATA Alexandra de Juniac se jako první obnoví trh s krátkými lety, zejména díky cestovní pohodlnosti a cestovním restrikcím. Tuto predikci sdílí i dopravci, British Airways nepředpokládají plné obnovení předkrizového stavu dříve než na konci roku 2023.
Podle údajů IATA se celosvětově také snížily velikosti leteckých flotil leteckých společností až o třetinu, zejména potom o čtyřmotorová širokotrupá letadla typu Boeing 747. Tyto stroje jsou v tuto chvíli velmi ztrátové pro aerolinie, které je užívají z důvodů spotřeby paliva, velikosti a obratnosti. V tuto chvíli nastupují na trh moderní dvoumotorová letadla např. Boeing 787 nebo Airbus A350, které se vyznačují nižší spotřebou paliva a menší kapacitou nevyžadují plnou obsazenost letadel, aby byla naplněna ziskovost. Výroba letounů typu Boeing 747-8 podle vyjádření CEO skončí v roce 2022. Tento typ letadla nahradí také dosluhující Air Force One, které v současnosti disponuje letounem typu VC-25A založeným na Boeingu 747-200B. Koronavirus v současnosti dopadl také na největší dopravní letadlo světa Airbus A380, jehož produkce podle vedení společnosti skončit o rok dříve, v roce 2021. Do té doby musí společnosti Airbus dodat posledních 9 kusů. Dosud největším uživatelem těchto letadel je společnost Emirates, která jich má ve flotile 115, podle jejich vyjádření budou tento typ letadel provozovat až do konce dekády. 

## Vliv pandemie v EU
Průměrný pokles přepravy cestujících v Evropě na základě dostupných dat byl v dubnu 2020 činil více než 62% v absolutních číslech největší úbytek cestujících zaznamenalo Frankfurtské letiště tj. 3,5 milionu cestujících oproti stejnému období roku 2019. Podle EUROCONTROL byl celkový propad letecké přepravy až 88% v dubnu 2020 a podle předešlých predikcí se měl v druhé polovině letecký trh zotavovat, ovšem vlivem druhé vlny se trend ustálil na 50% předchozích výkonů. 
EUROCONTROL také vydal pětiletou předpověď pro letecký trh v Evropě, ve kterém pracuje s nasazením vakcíny, optimistický scénář počítá s nasazením vakcíny v průběhu roku 2021 a oživením leteckého průmyslu na úroveň roku 2019 v roce 2023. V pesimističtějším scénáři by se úroveň osobního leteckého průmyslu dostala v roce 2023 na úroveň 90% roku 2019.
Podpora leteckého průmyslu je v Evropské unii různorodá, podle dostupných informací nebyl spuštěn žádný centrální program Evropské unie pro podporu leteckého průmyslu. Záchranné balíčky pro aerolinie jsou v gesci jednotlivých členských států, která je velmi rozdílná, v České republice byla v diskuzi státem garantovaná půjčka pro firmu Smartwings. Jeden z největších leteckých dopravců v Evropě, Lufthansa oznámila, že ztráta za 3Q činí 2 miliardy euro, Lufthansa v této souvislosti oznámila škrty v počtu pracovních míst o 22 000  v celé skupině (Brussels Airlines, Austrian Airlines, Swiss International Air Lines a Eurowings) spolu s redukcí flotily o 100 letadel bez náhrady. Skupina na získala celkově na státní podpoře 6,3 miliardy Euro, kterou skupina získala od vlád Německa, Švýcarska, Rakouska a Belgie. Německá vláda získala touto podporou 20% podíl ve skupině Lufthansa, tento podíl vláda plánuje prodat v roce 2023. Druhý největší dopravce v Evropě, Air France-KLM hlásí ztrátu 1,7 miliardu eur ve 3Q, v současné době diskuze o pomoci zamrzly poté, co se KLM nebylo schopné dohodnout na restrukturalizaci s odbory, restrukturalizace podniku byla podmínkou pro státní podporu 3,4 miliard Eur od Nizozemské vlády.

## Vliv pandemie v USA
Dopady pandemie koronaviru poznamenaly letecký průmysl ve Spojených státech v podobné míře jako Evropu. Zlomový bod nastal 11. března 2020, kdy Donald Trump zakázal cesty z Schengenského prostoru do USA.
Ve vnitrostátní letecké dopravě ve Spojených státech došlo v březnu roku 2020 k meziročnímu poklesu přepravených cestujících o 51 %. Na poli vnitrostátní dopravy nastalá situace kulminovala v dubnu 2020, kdy došlo k meziročnímu poklesu o 95,7 %. Následující měsíce docházelo na poli vnitrostátní dopravy k mírnému zlepšování situace a například v červenci téhož roku byl meziroční pokles přepravených cestujících již pouze 70 %. Zcela odlišná situace panovala v mezinárodní dopravě. V měsících březnu a dubnu lze pozorovat pokles podobný vnitrostátní přepravě (53,3 % v březnu a 98,6 % v dubnu). Zatímco vnitrostátní doprava zažila od května alespoň částečný návrat pasažérů, u mezinárodní dopravy velmi špatná situace pokračovala a meziroční pokles se i v červenci stále pohyboval nad 90 %. Mezinárodní cestující tvořili 5,2 % z celkového počtu cestujících v červenci 2020 ve srovnání se 14,3 % v červenci 2019. 
Na počátku dubna 2020 dosáhla Trumpovo administrativa dohody s hlavními leteckými společnostmi, ohledně záchrany a podpory leteckého průmyslu ve výši 25 miliard dolarů. Ministerstvo financí uvedlo, že se dohoda bude týkat následujících společností: Alaska Airlines, Allegiant Air, American Airlines, Delta Air Lines, Frontier Airlines, Hawaiian Airlines, JetBlue Airways, United Airlines, SkyWest Airlines a Southwest Airlines. Program má společnostem pomoci platit jejich pracovníky a byl vytvořen jako součást balíčku ekonomické stabilizace, který Kongres přijal minulý měsíc. 
Vláda obdržela přes 200 žádostí od amerických leteckých společností, které hledají mzdovou podporu. Ministerstvo financí uvedlo, že většina z nich požaduje méně než 10 milionů dolarů. Letecké společnosti, které přijímají peníze na podporu mezd, mají do září zakázáno velké personální obsazení nebo snižování mezd. Letecké společnosti se také musí zdržet zpětného odkupu akcií nebo vyplácení dividend do září 2021 a musí souhlasit s omezeními odměňování vedoucích pracovníků do konce března 2022. 